# Normality
Normality est un jeu vidéo d'aventure développé par Gremlin Interactive et sorti en 1996 sur DOS.
Depuis 2011 il est disponible sur Windows et MacOS grâce à l'éditeur GOG.com.

## Système de jeu
Un personnage vivant dans un état policier va chercher à le renverser.

## Accueil
- Adventure Gamers : 2,5/5[1]
- GameSpot : 7,7/10[2]
- PC Team : 90 %[3]